# Qertassis kiosk

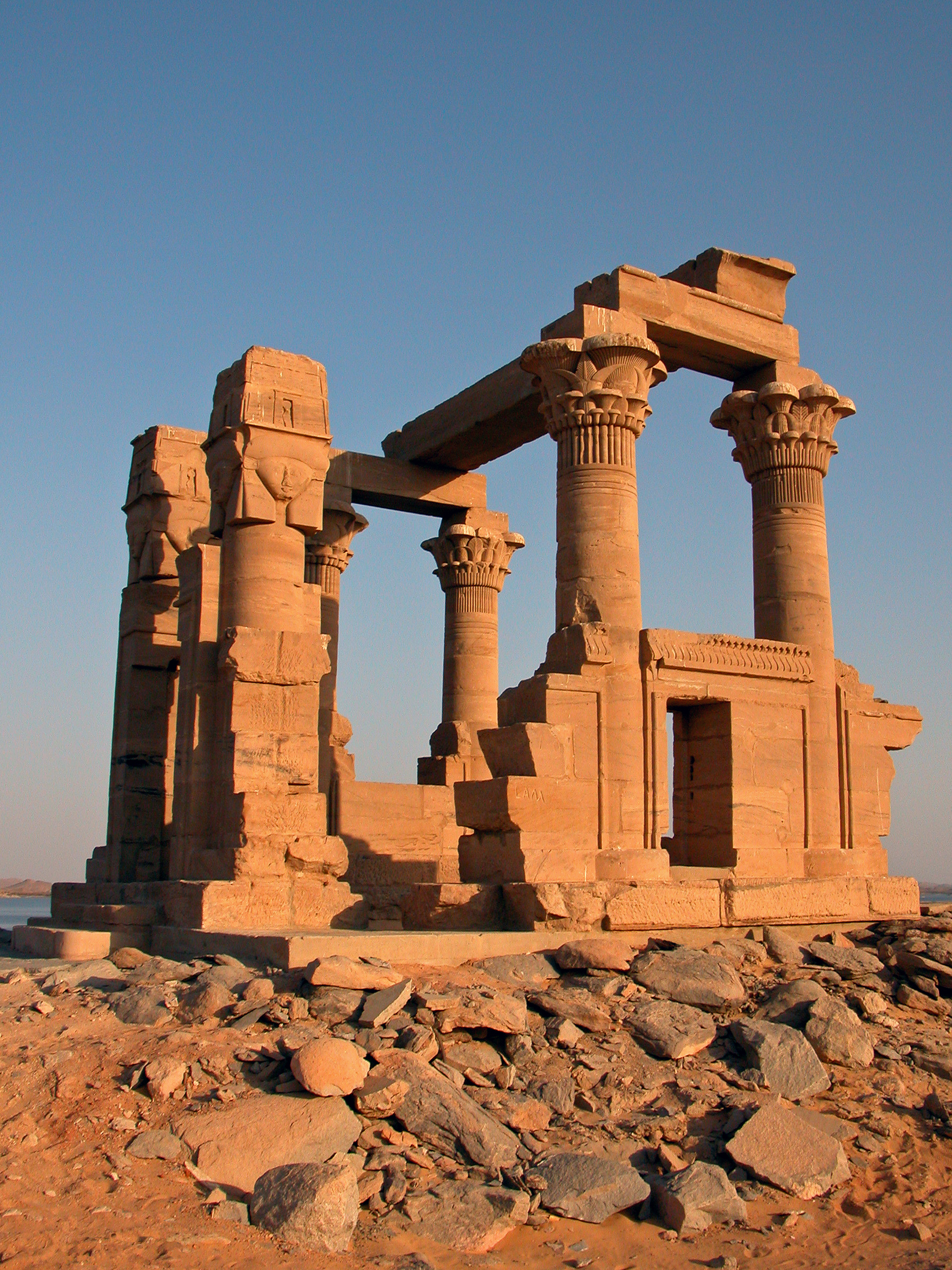
Qertassis kiosk, Nya Kalabsha, Egypten.

Qertassis kiosk är en liten romersk kiosk med fyra smäckra papyruskolonner på insidan samt två Hathorkolonner vid dess ingång." Den är ett litet men elegant byggnadsverk som "är ofärdigt och inte har signerats med arkitektens namn, men är troligen samtida med Trajanus kiosk i File." Enligt Günther Roeder, den första akademikern som publicerade forskning om denna byggnad, daterar sig kiosken till den Augustinska eller tidiga Romerska eran. 
Byggnaden är endast drygt 2 kvadratmeter och består av ett golv orienterat i nord-sydlig riktning, ursprungligen omgiven av fjortion kolonner anslutna till skärmväggar." Av de 14 pelarna, finns 6 kvar idag. Pelarna eller kolonnerna var gjorda av brun sandsten; själva byggnaden var "eventuellt förbunden med ett litet tempel på Nilens östra sida och som ännu fanns 1813."
Denna charmerande kiosk har flyttats till Nya Kalabsha i södra Egypten, men "utgjorde en gång i tiden ingången till stenbrottet" i Qertassi. Dess kapitäler "är dekorerade med Hathorhuvuden, till gudinnans ära som var stenbrottsarbetarnas skyddsgudinna. Då Hathor ofta associerades med Isis, såsom i File, har det föreslagits att "denna kiosk och de små templen Debod och Dendur var stationer på processionsleden där präster bar fram bilden av Isis i Nedre Nubien, som ansågs vara hennes land." På grund av bristen på timmer i den torra regionen Nubien, gjordes kioskens tak av sandstensblock som hölls uppe av arkitraver på långsidorna.